# Zlatná na Ostrove
Zlatná na Ostrove (allemand : Golddorf ) est un village de Slovaquie situé dans la région de Nitra.

## Histoire
Première mention écrite du village en 1267.

## Démographie

### Évolution de la population
| Année:               | 1994. | 2004.   | 2014.   | 2024.   |
| -------------------- | ----- | ------- | ------- | ------- |
| Nombre de personnes: | 2416  | 2558    | 2390    | 2380    |
| Différence:          |       | +5,87 % | -6,56 % | -0,41 % |

| Année:               | 2023. | 2024.   |
| -------------------- | ----- | ------- |
| Nombre de personnes: | 2418  | 2380    |
| Différence:          |       | -1,57 % |